# Нове Дубове
Нове Дубове (рос. Новое Дубовое) — село в Хлевенському районі Липецької області Російської Федерації.
Населення становить 1119  осіб. Належить до муніципального утворення Ново-Дубовська сільрада.

## Історія
З 13 червня 1934 до 1954 року у складі Воронезької області. Відтак входить до складу Липецької області.
Згідно із законом від 2 липня 2004 року №114-оз органом місцевого самоврядування є Ново-Дубовська сільрада.

## Населення
| 2009  | 2010  | 2012  | 2013  | 2014  | 2015  | 2016  |
| ----- | ----- | ----- | ----- | ----- | ----- | ----- |
| 1471  | ↘1363 | ↘1329 | ↘1269 | ↘1211 | ↘1178 | ↗1181 |
| 2017  | 2018  |       |       |       |       |       |
| ↘1145 | ↘1119 |       |       |       |       |       |